# چیتگونگ-۱۲
چیتگونگ-۱۲ (به لاتین: Chittagong-12) یک منطقهٔ مسکونی در بنگلادش است که در ناحیه چیتاگونگ واقع شده‌است.